# Die Tunisreise
Als Die Tunisreise wird eine in der Kunstgeschichte bedeutende Reise bezeichnet, die die drei Maler Paul Klee, August Macke und Louis Moilliet im April 1914 nach Tunesien unternahmen. Auf dieser Reise erfuhren besonders Klee und Macke starke Eindrücke von Farben, Formen und Licht, die ihr künstlerisches Schaffen an der Schwelle zur modernen abstrakten Kunst nachhaltig beeinflussen sollten. Die Tunisreise ist Thema zahlreicher kunstgeschichtlicher Betrachtungen und Analysen, die in dieser Reise die Überwindung des deutschen Expressionismus zur gegenstandslosen, abstrakten und modernen Kunst, besonders bei Paul Klee, sehen. Sie wird in der Kunstgeschichte als Schlüsselereignis in der Kunst des 20. Jahrhunderts aufgefasst.

## Vorgeschichte
August Macke hatte sich bereits um 1910 mit orientalischer Kunst befasst, so gibt es Bilder und Wandbehänge von ihm, die orientalisch gekleidete Figuren zeigen. Angeregt wurde er durch den Besuch einer Ausstellung in München, die im Mai 1910 muslimische Kunst präsentierte. Diese Ausstellung lehnte sich an die durch Sagen und Märchen romantisch beeinflusste Sichtweise und Erwartungen der Mitteleuropäer an die orientalische Kunst an, wie sie die westliche romantische europäische Malerei des 19. Jahrhunderts darstellte, in der der Orient als Sinnbild von Reichtum, Grausamkeit, Sinnlichkeit und Gefahr dargestellt wurde, was nicht mehr als die Projektion eigener Wünsche der Europäer, beispielsweise bei Eugène Delacroix in seinem Bild Der Tod des Sardanapal von 1822, war. Henri Matisse, den August Macke schätzte, war mehrmals in Nordafrika (1911/1912 und 1912/1913). Seine Werke waren in deutschen Sammlungen vertreten, so auch bei Bernhard Koehler, dem Mäzen von August Macke.
Louis Moilliet war bereits 1907 und 1909/1910 in Tunesien gewesen und kannte sich dort einigermaßen aus. Er lernte August Macke anlässlich seiner Hochzeitsreise nach Bern kennen, wo das Brautpaar Macke in der Pension seiner Mutter unterkam. Paul Klee kannte Moilliet bereits seit Gymnasialzeiten von 1903. Moilliets Kenntnisse über Tunesien bestanden in der Verbindung mit dem Berner Arztehepaar Dr. Ernst Jäggi und Rosa Jäggi-Müller, bei dem er als Gast weilen konnte. 1911 trafen sich Klee und Macke, der in jener Zeit in Hilterfingen arbeitete, zufällig bei dem in Gunten wohnenden Moilliet. Im Januar 1914 traf man sich erneut, diesmal bei Macke, und Klee machte den Vorschlag, eine gemeinsame Reise nach Tunesien zu unternehmen. Da die drei auf finanzielle Unterstützung angewiesen waren, wurde nach Gönnern und Mäzenen gesucht. Als Gegenleistung sollten die auf und nach der Reise entstandenen Bilder dienen. So überließ Paul Klee nach der Reise dem Apotheker Bornand aus Bern Werke im Wert von 500 Franken. Macke konnte seinen Sammler Bernhard Koehler davon überzeugen, die Reise finanziell zu unterstützen. Moilliets Mutter hingegen war skeptisch, aber die Jäggis aus Tunis versprachen Abhilfe, die drei konnten in seinem dortigen Landhaus unterkommen. Moilliet pumpte sich das Reisegeld von Bekannten zusammen. Als Gegenleistung für Kost und Logis sollten die Maler ein Zimmer in Jäggis Landhaus ausmalen.
Paul Klee führte auf der Reise ein akribisch genaues Tagebuch, das eine exakte Rekonstruktion mit ihren Stationen zulässt. Am 4. April 1914 reisten Klee und Moilliet mit der Eisenbahn nach Marseille, um Macke zu treffen, der schon vorher angekommen war und sich dort einen Stierkampf angeschaut hatte. Zwei Tage später gingen sie an Bord des Dampfers Carthage, der am 7. April Tunis erreichte. Sie wurden von der Familie Jäggi abgeholt. Moilliet und Klee konnten zunächst in der Stadtwohnung der Jäggis unterkommen, während Macke genug Geld hatte, um im Grand Hôtel de France abzusteigen.

## Aufenthalt in Tunis, Hammamet und Kairouan
Den Tag verbrachten die Künstler außerhalb der Stadt, im Vorort St. Germain (heute Ezzahra), wo die Jäggis ein Landhaus am Meer hatten. Man schrieb, zeichnete und die ersten Aquarelle entstanden. Macke und Klee begannen damit, ein Zimmer des Hauses auszumalen. Klee malte links und rechts des Kamins einen Araber und eine Araberin, Macke gestaltete an einer anderen Wand eine Marktszene mit Esel in leuchtenden Wasserfarben. Man machte Ausflüge nach Karthago und besuchte arabische Städte, die nicht so einen kolonialeuropäischen Charakter wie Tunis hatten, aber auch das Künstlerdorf Sidi Bou Saïd. Am 14. April hielten sie sich in Hammamet auf und am 15. ging es nach Kairouan. Hier entstanden die wichtigsten Werke der Reise. Die Eindrücke waren für Klee so stark, dass er bereits am 17. April wieder zurück nach Tunis fahren wollte. Die beiden anderen folgten ihm. Am 19. kehrte Klee nach Europa zurück. Mit dem Dampfer Capitaine Pereire fuhr er nach Palermo, weiter mit der Eisenbahn nach Neapel und erreichte am 22. April Bern. Moilliet und Macke blieben noch ein paar Tage. Macke war begeistert und schrieb an seinen Mäzen Bernhard Koehler: „Jetzt hat die Herrlichkeit bald ein Ende […] Je weiter man vom Orient wegkommt, desto mehr lernt man ihn schätzen.“

## Entstandene Werke (Auswahl)

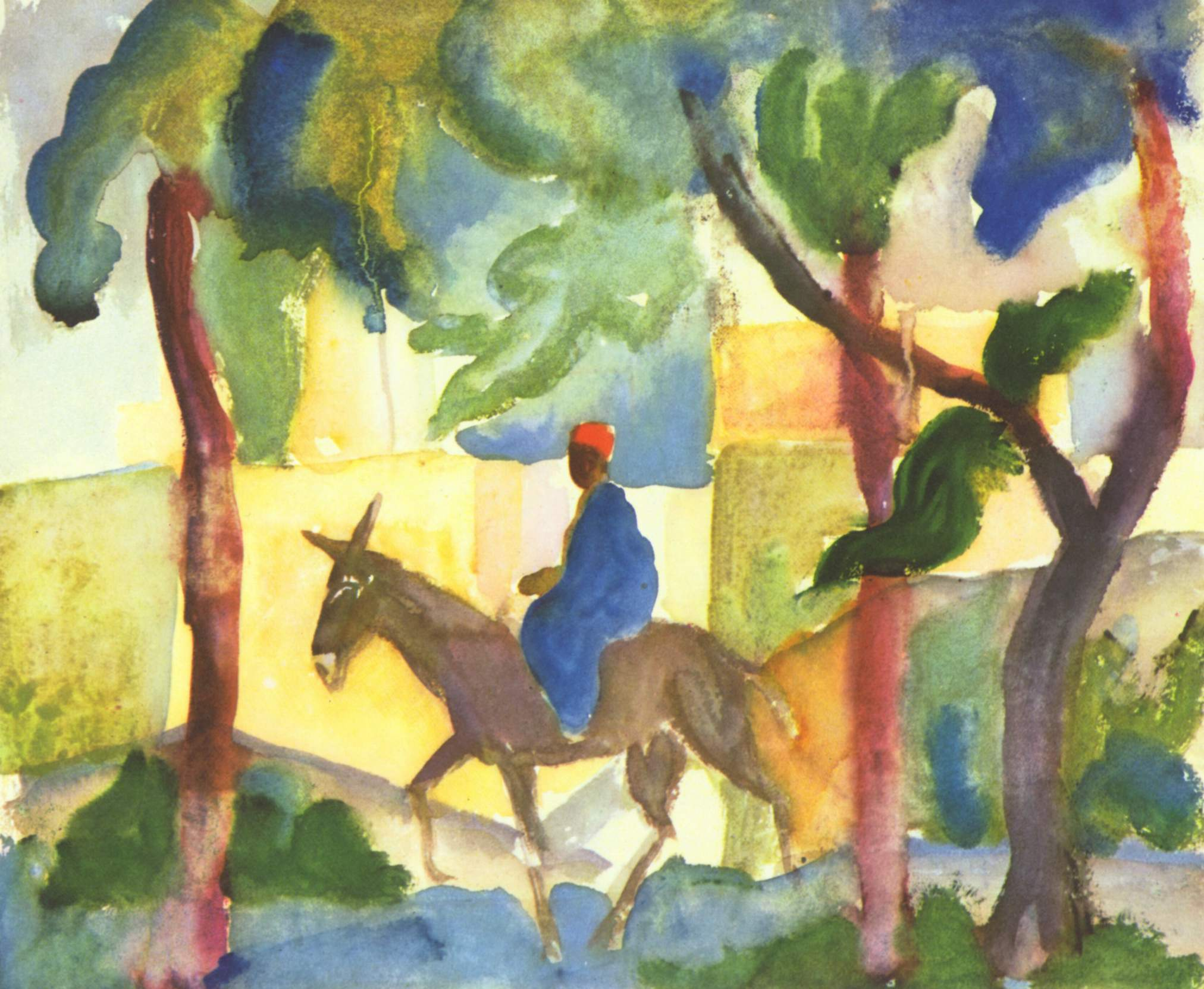
Eselreiter, Aquarell von August Macke, 1914, August-Macke-Haus, Bonn

Motiv aus Hammamet, Aquarell von Paul Klee, 1914, Kunsthalle Basel

Macke hat die meisten Bilder auf dieser Reise gemalt; der Kunsthistoriker Hans Christoph von Tavel sprach 1982 von 50 Aquarellen und „sehr vielen Zeichnungen“. Dazu kamen zahlreiche Fotos. Für Klee setzt er die Zahl von 50 Werken an, die sich aus Aquarellen, Feder- und Bleistiftzeichnungen, einer Pinselzeichnung und einer Ölmalerei auf Pappe zusammensetzen. Moilliet hat auf dieser Reise nur wenig gemalt. Auf sein Konto gehen drei Aquarelle und fünf Zeichnungen. Aktuellere Zahlen aus der Forschung hingegen nennt Peter Fischer, ehemaliger Direktor des Zentrums Paul Klee. Er berichtet in seinem Vorwort zum Katalog Die Tunisreise 1914 von 33 Aquarellen, und 79 Zeichnungen in drei Skizzenbüchern, die Macke auf der Reise geschaffen hat. Für Klee sind es 30 Aquarelle und 13 Zeichnungen und für Moilliet drei Aquarelle und elf Zeichnungen. Louis Moilliet übernahm auf der Reise die Rolle des Organisators und Fremdenführers, schließlich hatte er bereits vorher das Land besucht.

## Folgen für die Künstler
Inspiriert von der Fülle der Farben, der exotischen Fremde und der Intensität des natürlichen Lichts der nordafrikanischen Landschaft schufen Paul Klee und August Macke Aquarelle von beeindruckender Klarheit und Leuchtkraft, während sich Moilliet auf dieser Reise zurückhielt.
Für Paul Klee war die Tunisreise ein Wendepunkt seiner künstlerischen Arbeit. War er bis jetzt eher ein Zeichner und Grafiker gewesen, entdeckte er jetzt die Farbe. In seinem Tagebuch notierte er am ersten Abend gleich nach der Ankunft in Tunis sein zukünftiges Konzept: „Die Synthese Städtebauarchitektur – Bildarchitektur in Angriff genommen.“ Nach dem Aufenthalt in Kairouan am 16. April notierte er die bekannten Worte: „Ich lasse jetzt die Arbeit. Es dringt so tief und mild in mich hinein, […]. Die Farbe hat mich. […] Das ist der glücklichen Stunde Sinn: ich und die Farbe sind eins. Ich bin Maler.“ Die für Klee später so charakteristischen rechteckigen Farbflächen, die er in der arabischen Stadtarchitektur sah, verstärkten den bereits seit seiner Parisreise zu Robert Delaunay vorhandenen kubistischen Einfluss und ziehen sich, auch in Abwandlungen lange Zeit durch sein künstlerisches Werk.
Die Farbe, die Paul Klee so nachhaltig prägte, war für August Macke bereits seit langem Bestandteil seiner Kunst. Auch er kannte und schätzte den orphistischen Stil von Delaunay. Mackes Freund, Franz Marc, redete ihn in einem Brief vom 10. August 1911 scherzhaft als August Vonderfarbe an, denn Macke verstand es, mit leuchtenden Farben und sicherer Komposition seine Bilder effektvoll zu malen. Seine auf der Tunisreise entstandenen Arbeiten waren der Höhepunkt seines künstlerischen Schaffens. Seine Aquarelle verzichten völlig auf Perspektive und Raumtiefe. Fast abstrakte geometrische Farbflächen, kleine Vierecke wie bei Klee, bestimmen nun den Bildinhalt, um die Wirkung aneinander grenzender Farben zu erproben. Macke hatte vor, später nach seinen Aquarellen und Zeichnungen Gemälde zu schaffen, doch dazu kam es nicht mehr, denn nur wenige Monate nach der Tunisreise fiel August Macke im Ersten Weltkrieg.
Für Louis Moilliet war Tunesien kein Neuland. Bereits 1908 hatte er das Land besucht und 1909, bei seiner zweiten Reise dorthin, hatte es ihm die Vegetation so angetan, dass er gleich acht Monate mit kurzer Pause dort blieb. Nach einem winterlichen nächtlichen Regenguss fand er ein Feld, das tags zuvor ausgedörrt erschien, morgens mit einer 10 Zentimeter hohen aufgegangenen Saat vor. In der Technik Ölmalerei fertigte er Bilder an, die diesen Vegetationsprozess vorwiegend in den Primärfarben beschrieben. Moilliet beschäftigte sich auch kritisch mit dem Kubismus, dem Expressionismus (sein Bild Im Variéte von 1913, Kunstmuseum Bern, weist Berliner Einflüsse auf) und der Abstraktion. Auch ihn beeindruckte, wie Klee, die perspektivfrei erscheinende islamische Stadtarchitektur, die ihm eine Loslösung vom Gegenstand ermöglichte. Moilliet berichtete in einem Interview mit dem Kunsthistoriker Walter Holzhausen, dass er, Macke und Klee in einem arabischen Dorf aquarellierte Zeichnungen von tunesischen Künstlern gekauft hätten, die die Grabstätten von Marabouts in besonderer Farbigkeit darstellten. Erst bei weiteren Besuchen 1919/1920 und 1928 begann Moilliet seine Eindrücke malerisch in seinen nordafrikanischen Aquarellen zu verarbeiten. Im Gegensatz zu seinen Künstlerkollegen beeindruckte ihn die Exotik der tunesischen Landschaft nicht mehr so sehr. Er beschränkte sich daher auf die Rolle des Organisators und Fremdenführers.

## Die Zeit nach der Reise
August Macke fiel im Ersten Weltkrieg am 26. September 1914, fünf Monate nach der Tunisreise,  im nordostfranzösischen Souain-Perthes-lès-Hurlus. Sechs Tage vorher erhielt er noch das Eiserne Kreuz. Paul Klee wurde im März 1916 einberufen, konnte aber während des Ersten Weltkriegs seine künstlerische Arbeit fortführen. 1916 starb Moilliets Frau bei der Geburt ihres ersten Kindes, und er begann daraufhin ein unstetes Wanderleben. 1917 wurden sechs von Klees Tunis-Aquarellen in der Berliner Galerie Der Sturm gezeigt. 1920 stellte der Münchner Kunsthändler Hans Goltz 362 Werke von Klee aus und verkaufte mindestens 10 Werke mit Bezug zur Tunisreise. Moilliet fuhr von Dezember 1919 bis Mai 1920 erneut nach Tunesien und konnte künstlerisch arbeiten. Vorher verbrachte er eine Zeit bei Hermann Hesse im Tessin. Walter Gropius berief Klee an das Bauhaus in Weimar. 1921 schloss Klee die überarbeitete Fassung seines bekannten Tagebuchs für die Veröffentlichung ab. Moilliet ging für längere Zeit nach Marokko. 1923 beendete Klee vorläufig seine Arbeit mit Eindrücken von der Tunisreise. Moilliet stellte 1925 als Auftragsarbeit ein Glasfenster mit arabischen Motiven für das Privathaus der Kunstsammler Hermann Rupf und Margrit Rupf-Wirz in Bern fertig. 1928/29 hielt er sich wieder in Tunesien auf und malte weitere farbintensive Bilder. Klee besuchte in der Zeit Ägypten. Moilliet war in dem Winter das letzte Mal in Tunesien, ihn zog es nun nach Südspanien. 1931 wurde Klee Professor an der Kunstakademie Düsseldorf, 1933 auf Druck der Nationalsozialisten entlassen und ging zurück in die Schweiz. Ab 1936 befasste sich Moilliet nur noch mit Glasmalerei. Im Rahmen der nationalsozialistischen Diffamierung moderner Kunst als „entartete Kunst“ wurden Werke von August Macke und Paul Klee beschlagnahmt und in der Ausstellung Entartete Kunst gezeigt. Aufgrund von Protesten von Weltkriegsoffizieren und seiner Auszeichnung mit dem Eisernen Kreuz, wurden die Werke Mackes aus der Ausstellung genommen. Im Kunsthaus Zürich fand 1936 eine Retrospektive mit Werken von Louis Moilliet statt. 1940 starb Klee. Moilliets Arbeiten wurden 1961 im Kunstmuseum Basel und in der Kestnergesellschaft Hannover gezeigt. 1962 starb Moilliet.

## Bedeutung für die Kunstgeschichte
Die Tunisreise gilt in der Kunstgeschichte als Mythos zur Entstehung der Moderne. Die sich bisher eher zögerlich entwickelnde Abstraktion der Malerei bekam nach dieser Reise einen neuen Schwung, obwohl auch die Katastrophe des Ersten Weltkriegs dazu erheblich beitrug. Die drei Maler hatten sich bereits vorher mit dem Thema Abstraktion und Gegenstandslosigkeit befasst, aber die Reise befeuerte ihre Entwicklung zu einer neuen Kunst. Die prismatische Farbzerlegung in Robert Delaunays Bildern nach 1912, Orphischer Kubismus genannt, war den drei Tunisreisenden bekannt und wurde geschätzt. Klee, Macke und Moilliet trugen mit den auf ihrer Reise entstandenen Werken zu einem neuen Orientbild bei, das die Vorstellungen des 19. Jahrhunderts überwand. Die von ihnen angewandte Maltechnik verhalf darüber hinaus dem Aquarell zu einer neuen Bedeutung.
Für die drei Maler, aber besonders für Klee, bedeutete die Reise nach Ansicht von Michael Baumgartner, Kunsthistoriker und Klee-Spezialist, eine „faszinierende Inspiration und Selbstverwirklichung“. Bereits 1921 befasste sich der Kunstkritiker Wilhelm Hausenstein mit Paul Klee und überhöhte ihn als „Orientalen“, der durch die Reise zu seinen Ursprüngen zurückgekehrt sei: „Klees Zug nach Osten“ sei die Folge seines früheren Aufenthalts in Rom, wo er arabische Einflüsse aufnahm und er nach der „Katastrophe des Kriegs“, als „Inhalt und Sinn verlorengingen“, den „allein möglichen Weg zur Abstraktion, der bildnerischen Negation“ einschlug. Klee selbst hatte spekuliert, dass er mütterlicherseits orientalischer Abstammung sein könnte, da ihre Vorfahren aus Südfrankreich stammten und teilte dies auch Hausenstein mit. Seit den 1950er Jahren war die Reise Thema der Kunstgeschichte und Forschung. Den Anfang machte Werner Haftmann mit seinem Buch Paul Klee. Wege bildnerischen Denkens, in dem er begeistert schreibt: „Klee ist nun ganz voll von Erlebtem, es wird zu stark. Die Unruhe packt ihn vor der Fülle der gesehenen Gesichte […].“ Walter Holzhausen und Günter Busch veröffentlichten 1958 die erste Monografie der Tunisreise und waren ebenfalls begeistert. Besonders im Hinblick auf August Macke ist für sie die Reise sogar „eine Sternstunde der Menschheit.“ Erst in späteren Jahren wurde das für fast alle Analysen und Betrachtungen als Grundlage dienende Tagebuch von Paul Klee kritischer betrachtet. Der Kunsthistoriker und Kurator Christian Geelhaar befasste sich eingehend mit Klees Aufzeichnungen und sah das Tagebuch III nicht mehr als Sammlung spontaner vor Ort entstandener Einträge, sondern als autobiografische Texte, die in den Jahren 1920 und 1921 aus einer heute nicht mehr vorhandenen Urfassung kompiliert wurden. Klees berühmter Spruch „Die Farbe hat mich“ ist also von Klee erst lange nach der Reise zu einer Art „künstlerischem Erweckungserlebnis“ für die in den 1920er Jahren beginnende kontroverse Debatte um eine wissenschaftlich theoretische Auffassung der Farbenlehre seitens des Chemikers Wilhelm Ostwald stilisiert worden.

## Ausstellungen (Auswahl)
- Die Tunisreise. Klee, Macke, Moilliet im Westfälischen Landesmuseum für Kunst und Kulturgeschichte Münster vom 12. Dezember 1982 bis zum 13. Februar 1983.[24]
- Die Tunisreise: Klee, Macke, Moilliet. im Zentrum Paul Klee, Bern, April bis 22. Juni 2014.[18]
- Klee Macke Moilliet – Tunis 2014. im archäologischen Bardo-Museum in Tunis vom 28. November 2014 bis zum 14. Februar 2015.[25]
- Paul Klee in Nordafrika. 1914 Tunesien | Ägypten 1928. Museum Berggruen, Berlin, 3. März bis 1. Juni 2020.

## Rezeption und Literatur
- Uta Laxner: Stilanalytische Untersuchungen zu den Aquarellen der Tunisreise 1914: Macke, Klee, Moillet. Dissertation Bonn 1967.
- August Macke, Paul Klee: Die Tunisreise, Aquarelle und Zeichnungen von August Macke (DuMont’s neue Kunst-Reihe.) DuMont, Köln 1978, ISBN 3-7701-0328-9.
- Ernst-Gerhard Güse (Hrsg.): Die Tunisreise Klee Macke Moilliet. Hatje, Stuttgart 1982, ISBN 3-7757-0177-X.
- Ernst-Gerhard Güse: Die Tunisreise. Münster, Westfälisches Landesmuseum bis 13. Februar – Klee, Macke, Moilliet. In: Weltkunst. 53. 1983, S. 192–195.
- Magdalena M. Moeller: August Macke. Die Tunisreise. Prestel, München 1989, ISBN 3-7913-0990-0.
- Paul Klee – die Tunisreise. famafilm.ch, 2007, abgerufen am 12. Februar 2017 (Dokumentarfilm von Bruno Moll auch unter dem Titel: Die Tunisreise – Le voyage à Tunis).
- Zentrum Paul Klee, Bern (Hrsg.): Die Tunisreise 1914 – Paul Klee, August Macke, Louis Moilliet. Hantje Cantz, Ostfildern 2014, ISBN 978-3-7757-3762-3.